# Festival des Vieilles Charrues
O Festival da Vieilles Charrues (em português: festival de velhos arados) é realizado todos os anos em meados de julho na cidade de Carhaix localizada no oeste da Bretanha.
Este festival é o maior festival de música na França, atraindo mais de 240 mil festivaleiros a cada ano. Este festival foi criado em 1992 em Landeleau, uma pequena aldeia em Finistère central. Naquele tempo, a menos de 500 foliões participaram do festival e foi mais uma festa privada. No ano seguinte, o festival recebeu mais de 2000 e que foi o início de sua história de sucesso. Em 1995, devido à falta de espaço no site original, o festival mudou-se para Carhaix centro da cidade e em 1998, pela mesma razão, o festival, escolheu um terreno na periferia de Carhaix. Agora o festival recebe mais de 240 mil festivaleiros a cada ano. É o maior festival de música rock francês.
O festival recebeu muitos cantores franceses (Johnny Hallyday, Charles Aznavour, Francis Cabrel, Claude Nougaro, Charles Trenet, Renaud, Julien Clerc, Noir Désir, Manu Chao, M, David Guetta…) e internacionais (Lana Del Rey, Bruce Springsteen, Ben Harper, ZZ Top, Muse, Joan Baez, R.E.M., Franz Ferdinand, James Brown, Iggy Pop & The Stooges, Lenny Kravitz, The Pixies, The Cure, Moby, Peter Gabriel, Gossip, Kings Of Leon, Jamiroquai, Scorpions, Snoop Dogg, Supertramp, Lou Reed …).

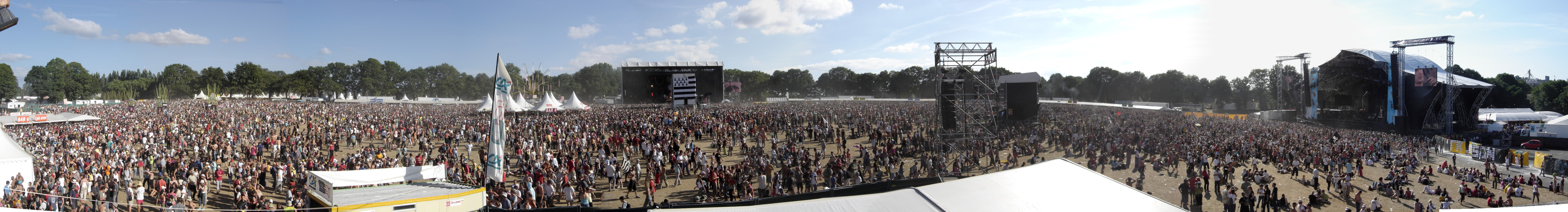
Vista panorâmica do Festival 2006 da Vieilles Charrues